# Rastløs
|  | Denne artikel er oprettet af botten Steenthbot ud fra en ekstern database. Den kan derfor have sproglige fejl eller mangler. Denne skabelon kan fjernes efter kontrol af indholdet. |

Rastløs er en dansk kortfilm fra 2015 instrueret af Asger Krøjer Kallesøe.

## Handling
44-årige Tinna, der er eksmisbruger, har været igennem et veloverstået behandlingsforløb og vil nu vende om på sit liv. Hendes søn, Martin, der også er misbruger, sover på hendes værelse på halvvejshjemmet, hvor hun bor. Da Tinna mod al forventning får et arbejde på en café, beslutter hun at smide sin søn ud. Tinna prøver at passe ind på arbejdet, mens hendes søn plager hende om at sove hos hende, fordi han ikke har andre steder at gå hen. Martin møder op på caféen og de to har et opgør, der får skæbnesvangre følger.

## Medvirkende
- Sarah Boberg, Tinna
- Elliott Crosset Hove, Martin
- Sophie Zinckernagel, Majbritt
- Esben Dalgaard Andersen, Claus
- Siir Tilif, Jasmin
- Mads Riisom, Andreas Hamilton
- Marek Magierecki, Pusher